# Партизанська іскра

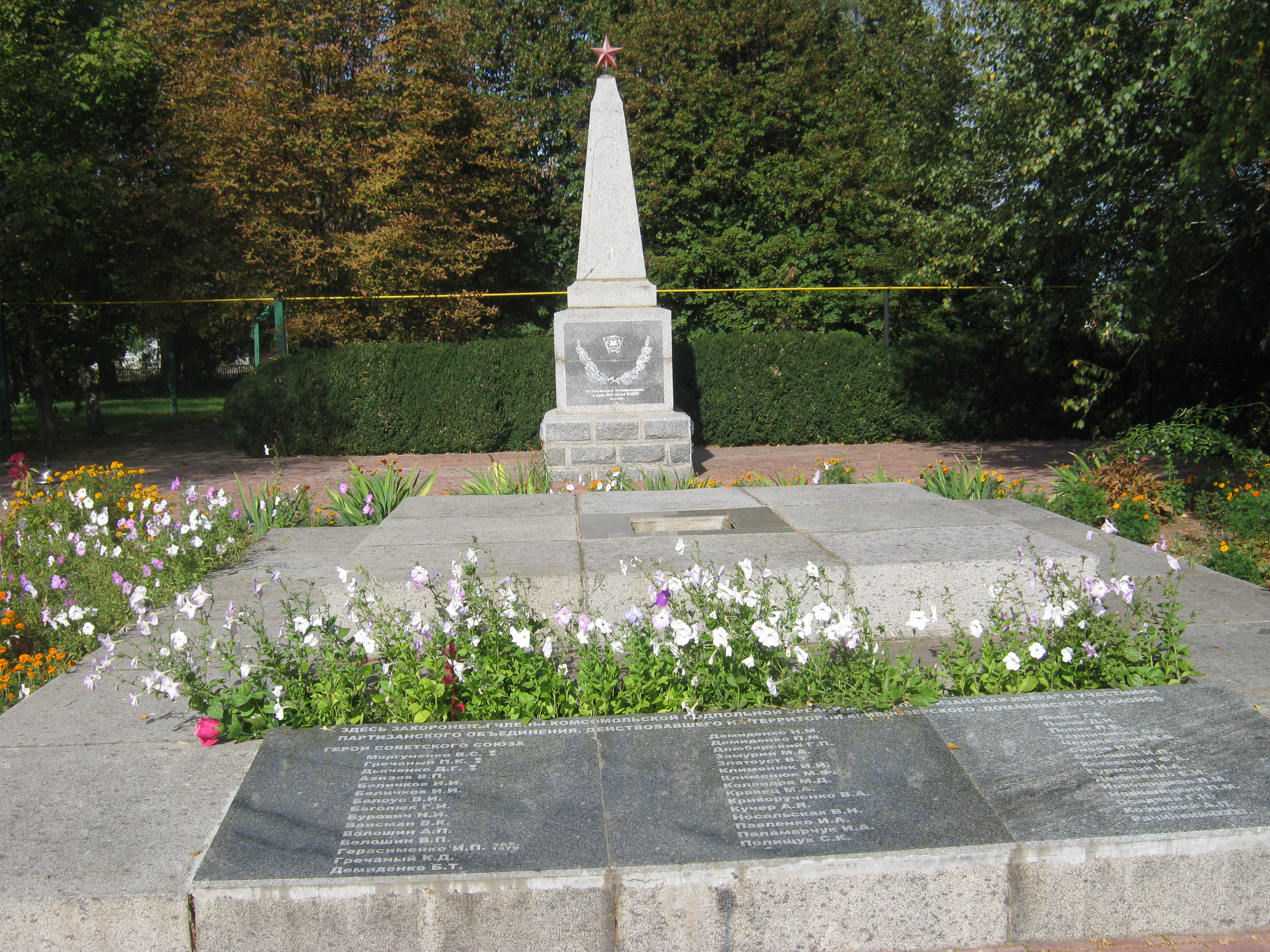
Братня могила підпільників

«Партизанська іскра» — підпільна молодіжна організація в селі Кримка Первомайського району Одеської (нині Миколаївської) області, яка діяла з кінця 1941 по лютий 1943 року.

## Заснування
У жовтні 1941 року в селі Кримка було створено ініціативну групу, названу «Комітетом підпільної бойової організації». До організації залучалася надійна молодь за рекомендаціями членів комітету. Згодом в навколишніх селах було створено патріотичне підпілля. Керівником організації був директор місцевої школи Моргуненко Володимир Степанович, залишений Первомайським райкомом партії на окупованій ворогом території, командиром — учень 9 класу Парфентій Карпович Гречаний, ватажок шкільної комсомолії.
17 січня 1942 року, на другому засіданні комітету, її члени вирішили назвати організацію «Партизанською іскрою». Секретарем її обрали Дмитра Никифоровича Попика, який мав зберігати списки підпільників та збирати членські внески, що призначалися для допомоги на випадок арешту. Також було вирішено, що в своїй діяльності підпільний комітет керуватиметься статутом комсомолу.
Тут очевидною є фальсифікація. Документально підтверджено, що «Партизанською іскрою» організацію було названо лише 15 листопада 1942 року, а її перша назва була «За Батьківщину». Це підтверджував і Іван Герасименко, який розповідав відвідувачам музею, що організацію назвали «За Батьківщину», а «Партизанською іскрою» мала називатися рукописна газета підпілля — за аналогом з назвою ленінської «Іскри», жодного номера якої так і не зробили.
Спочатку до організації входило 15 комсомольців, згодом ця кількість зросла до 33. Членами організації були Парфен Гречаний, Дмитро Попик, Олександр Кучер, Михайло Клименюк, Поліна Попик, Маруся Коляндра, Іван Герасименко, Володимир Білоус, Володимир Моргуненко, Юрій Ісаченко, Іван Васильєв, Андрій Бурятинський, Володя Златоуст, Михайло Кравець, Дарія Дяченко, Борис та Микола Демиденки, Іван Павленко, Володя Вайсман, Микола Остапенко, Володимир Терниченко, Дем'ян Попик, Григорій Боголюк, Надія Буревич, Михайло Чернявський, Григорій Попик, Володимир та Олександр Волошини, Юхим Ющенко, Соня Кошевенко, Іван Бєлічков, Федір Котовський і Ніна Коваль. Ще 40 чоловік було залучено до підпільної роботи.

## Діяльність
Члени «Партизанської іскри» мали зв'язок з партійним підпіллям Первомайська і Доманівки та з партизанським загоном «Буревісник», який діяв у Савранських лісах. Патріоти здійснювали диверсії на залізниці, псували засоби зв'язку, виводили з ладу сільськогосподарський реманент і військову техніку, постачали партизанам зброю, одяг та продовольство, організували втечу 200 військовополонених з концтабору. Іскрівці систематично слухали зведення Радінформбюро, розповсюджували друкарським способом та переписували від руки антифашистські листівки, заклика́ли населення не коритися румунським окупантам.
За порадою Моргуненка, в селах Первомайщини були створені бойові п'ятірки. В Кримці їх очолювали члени комітету, в Кам'яній Балці — Надя Буревич, в Кумарях — Володя Вайсман, в Катеринці — Михайло Клименюк, в Петрівці — Микола Демиденко, в Новоандріївці — Даша Дяченко, в Степківці — Володимир Терниченко, на центральній садибі радгоспу ім. 25 Жовтня — товариш на прізвисько «Дмитро». Всі бойові групи підпільників підлягали комітету села Кримки.
У липні 1942 року комітет «Партизанської іскри» встановив зв'язок з підпільною організацією військовополонених у селі Зелені Кошари, якою керували лейтенант Михайло Замурін та його товариш Іван Газізов. Сформувавши групу для втечі, партійний комітет поклав на Сидоренка відповідальність за проведення цієї операції. Замуріна і Газізова зобов'язали залишитися в таборі для підготовки повстання решти військовополонених. Спільно з комітетом «Партизанської іскри» був розроблений план, згідно з яким зброю в табір повинна була постачати організація. Дата повстання мала збігтися з датою перебазування «Партизанської іскри» в ліс. Повстання в таборі і перебазування підпільної організації до Савранського лісу було призначено в ніч на 30 квітня 1943 року.
Але подіям судилося розгорнутися інакше.

## Розкриття організації
17 лютого 1943 року командир організації Парфентій Гречаний скликав на острові, розташованому на річці Кодима в районі сіл Катеринка-Кримка, летючу нараду комітету. Її члени вирішили в першу чергу звільнити товаришів, і тільки потім невеликими групами зі зброєю та запасом продовольства пробиватися в ліси. Декілька чоловік повинні були залишитися в селі для зв'язку з Моргуненком та юними патріотами ближніх сіл. Ретельно обговоривши план нападу на жандармський пост, відновивши по пам'яті розташування кімнат, Кучер накреслив схему. Операцію призначили на третю годину ночі.
Згідно з планом Олександр Кучер повинен був напасти на начальника жандармського Кримківського посту Кирила Анушку, який в цей час перебував у своєму кабінеті, але Кучер, будучи зрадником, замість цього вистрілив у Гречаного. Постріл виявився невдалим, куля пройшла повз Гречаного. Гречаний зрозумів зраду Кучера і розстріляв його в приміщенні жандармерії.
На ранок 18 лютого з Первомайська прибув офіцер сигуранци, який почав розслідування обставин справи. Маючи список членів організації, користуючись втратою зв'язку між підпільною організацією, панікою серед населення та послугами завербованих агентів, жандармерія розпочала масові арешти членів організації, їхніх родичів та співучасників. У Голтянській жандармерії вони піддавались жахливим катуванням. Незважаючи на це, на кам'яній стіні тюремної камери збереглися два написи, які свідчать про стійкість іскрівців: «Хай живе Батьківщина!» і «Я не сказав ні слова».
28 лютого 1943 року 25 юних героїв були розстріляні на окраїні Кримки над берегом річки Кодима. Зв'язані однією мотузкою підпільники падали один на одного. Тих, що подавали ознаки життя, жандарми добивали прикладами. Три дні трупи лежали на полі, а потім були поховані на скотомогильнику за 2 км від Кримки.
Парфентій Гречаний, якому вдалося втекти, через деякий час був вистежений румунами. 1 березня 1943 року, перебуваючи в оточенні, Гречаний застрелився на очах окупантів. 6 квітня 1943 року шестеро іскрівців були розстріляні біля села Петрівка, а 11 членів організації у квітні 1944 року страчені в Тираспольській катівні. Завдяки піднятому в'язнями повстанню на волю вдалося вирватись Юхиму Ющенку, Івану Герасименку, Михайлу Скибі та Миколі Остапенку. В живих залишилося лише семеро підпільників.
У липні 1944 року тіла вбитих підпільників були перепоховані в парку, який вони власноручно посадили перед війною. На місці розправи нацистів з юними героями встановлено пам'ятний обеліск.

## Нагородження

Меморіальний музей «Партизанська іскра»

У 1955 році група «іскрівців» була нагороджена медалями «Партизанові Вітчизняної війни» 1-го (6 чоловік) та 2-го (близько 20 чоловік) ступенів.
Указом Президії Верховної Ради СРСР від 1 липня 1958 року за мужність і героїзм, виявлені в боротьбі проти нацистських загарбників:
- Присвоєно звання Героя Радянського Союзу:
  - Гречаному Парфентію Карповичу (посмертно)
  - Дяченко Дарії Григорівні (посмертно)
  - Моргуненку Володимиру Степановичу (посмертно)
- Нагороджені орденом Червоного Прапора:
  - Златоуст Володимир Терентійович (посмертно)
  - Коляндра Марія Данилівна (посмертно)
  - Кучер Олександр Якович (посмертно)
  - Попик Поліна Юхимівна (посмертно)
  - Попик Дем'ян Іванович (посмертно)
  - Попик Дмитро Никифорович (посмертно)
  - Чернявський Михайло Федотович (посмертно)
- Нагороджені орденом Вітчизняної війни 1-го ступеня:
  - Белічков Іван Іванович (посмертно)
  - Білоус Володимир Йосипович (посмертно)
  - Боголюк Григорій Іванович (посмертно)
  - Буревич Надія Іванівна (посмертно)
  - Бурятинський Андрій Федотович (посмертно)
  - Вайсман Володимир Костянтинович (посмертно)
  - Волошин Олександр Петрович (посмертно)
  - Волошин Володимир Петрович (посмертно)
  - Гречаний Карпо Данилович (посмертно)
  - Демиденко Микола Митрофанович (посмертно)
  - Клименюк Михайло Федорович (посмертно)
  - Кошовенко Софія Степанівна (посмертно)
  - Кравець Михайло Андрійович (посмертно)
  - Меркушенко Катерина Іванівна (посмертно)
  - Насальська Віра Микитівна (посмертно)
  - Холод Тамара Лазарівна (посмертно)
- Нагороджені орденом Вітчизняної війни 2-го ступеня:
  - Белічков Іван Гнатович (посмертно)
  - Демиденко Борис Терентійович (посмертно)
  - Демиденко Петро Іванович (посмертно)
  - Длюбарський Гаврило Петрович (посмертно)
  - Дудко Григорій Максимович (посмертно)
  - Клименюк Іван Йосипович (посмертно)
  - Криворученко Василь Панасович (посмертно)
  - Кулагіна Зоя Борисівна (посмертно)
  - Лойченко Поліна Олексіївна (посмертно)
  - Остапенко Микола Каленикович (посмертно)
  - Павленко Іван Андрійович (посмертно)
  - Паламарчук Іван Онисимович (посмертно)
  - Поліщук Семен Кирилович (посмертно)
  - Попик Григорій Омелянович (посмертно)
  - Розумняк Олександра Іванівна (посмертно)
  - Розумняк Ніна Семенівна (посмертно)
  - Терниченко Володимир Степанович (посмертно)
- Нагороджені орденом Червоної Зірки:
  - Герасименко Іван Павлович
  - Васильєв Іван Григорович
  - Ісаченко Юрій Іванович
  - Ющенко Юхим Нифонтович.